# كيتسون جولي
كيتسون جولي (مواليد 28 يوليو 1983) هو ملاكم سيشلي، مثّل بلاده في الألعاب الأولمبية الصيفية 2004.

## روابط خارجية
كيتسون جولي على موقع أوليمبيديا (الإنجليزية)
- كيتسون جولي على موقع اتحاد ألعاب الكومنولث (مؤرشف) (الإنجليزية)